# Nonnie Rosenberg
Pour les articles homonymes, voir Rosenberg.
Nonnie Rosenberg (9 mars 1956) est un bassiste néerlandais. Il joue au sein du Rosenberg Trio, un groupe de jazz manouche.